# Suchary (województwo kujawsko-pomorskie)
Suchary – wieś w Polsce położona w województwie kujawsko-pomorskim, w powiecie nakielskim, w gminie Nakło nad Notecią. Zamieszkuje ją obecnie 326 mieszkańców (III 2011 r.).

## Podział administracyjny
W latach 1975–1998 miejscowość administracyjnie należała do województwa bydgoskiego.

## Klasztor i pallotyni w Sucharach
W Sucharach znajdował się klasztor księży pallotynów, otoczony parkiem oraz 3 stawami.
W 1921 do wsi przybyli pallotyni z Nakła, w którym dzierżawili dom przy ul. Szkolnej. Zakonnicy nabyli we wsi pałac, który służył odtąd różnym celom polskiej prowincji tego zakonu. Było tu między innymi gimnazjum i dom rekolekcyjny dla współpracowników. 2 sierpnia 1936 w kaplicy domu przyjął święcenia kapłańskie męczennik II wojny światowej, bł. ks. Józef Jankowski, pallotyn. 
Przez jakiś czas pałacem opiekował się Walery Sławek, który otrzymał w Sucharach gospodarstwo. Po kilku latach zostało mu ono jednak odebrane, ponieważ nie dopełnił wymogu związanego z jego osobistym prowadzeniem. Już w dwudziestoleciu międzywojennym Suchary miały nadane nazwy ulic (np. Warszawska). Postawiono tu również 6-8 metrowy pomnik upamiętniający rocznicę odzyskania niepodległości, który w 1939 został zburzony.
Podczas okupacji dom zajęli Niemcy. Od sierpnia 1945 w Sucharach mieścił się nowicjat kleryków i braci, w latach 1946/1947 - studium filozofii i teologii, a do września 1951 – nowicjat braci. Od 1951 do 1991 dom w Sucharach był domem nowicjackim sióstr pallotynek. We wrześniu 1991 do Suchar wrócili pallotyni. W 2016 sprzedali oni pałac, a nowi nabywcy w ciągu 7 miesięcy wybudowali mały kościółek, który w dniu 30 października 2016 poświęcił biskup ordynariusz Jan Tyrawa, nadając mu wezwanie Błogosławionego Józefa Jankowskiego.

## Galeria

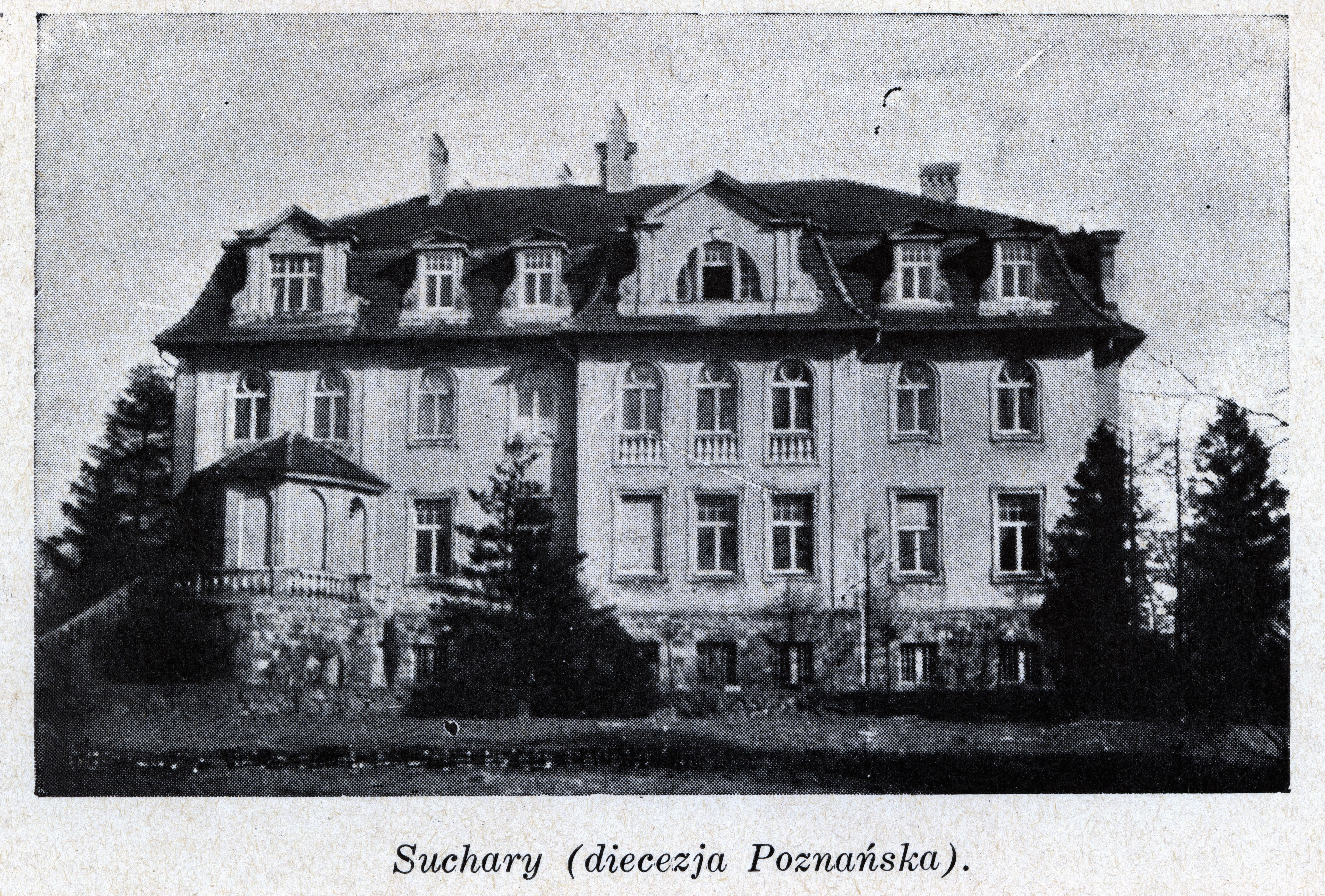
Klasztor pallotynów w Sucharach w okresie międzywojennym
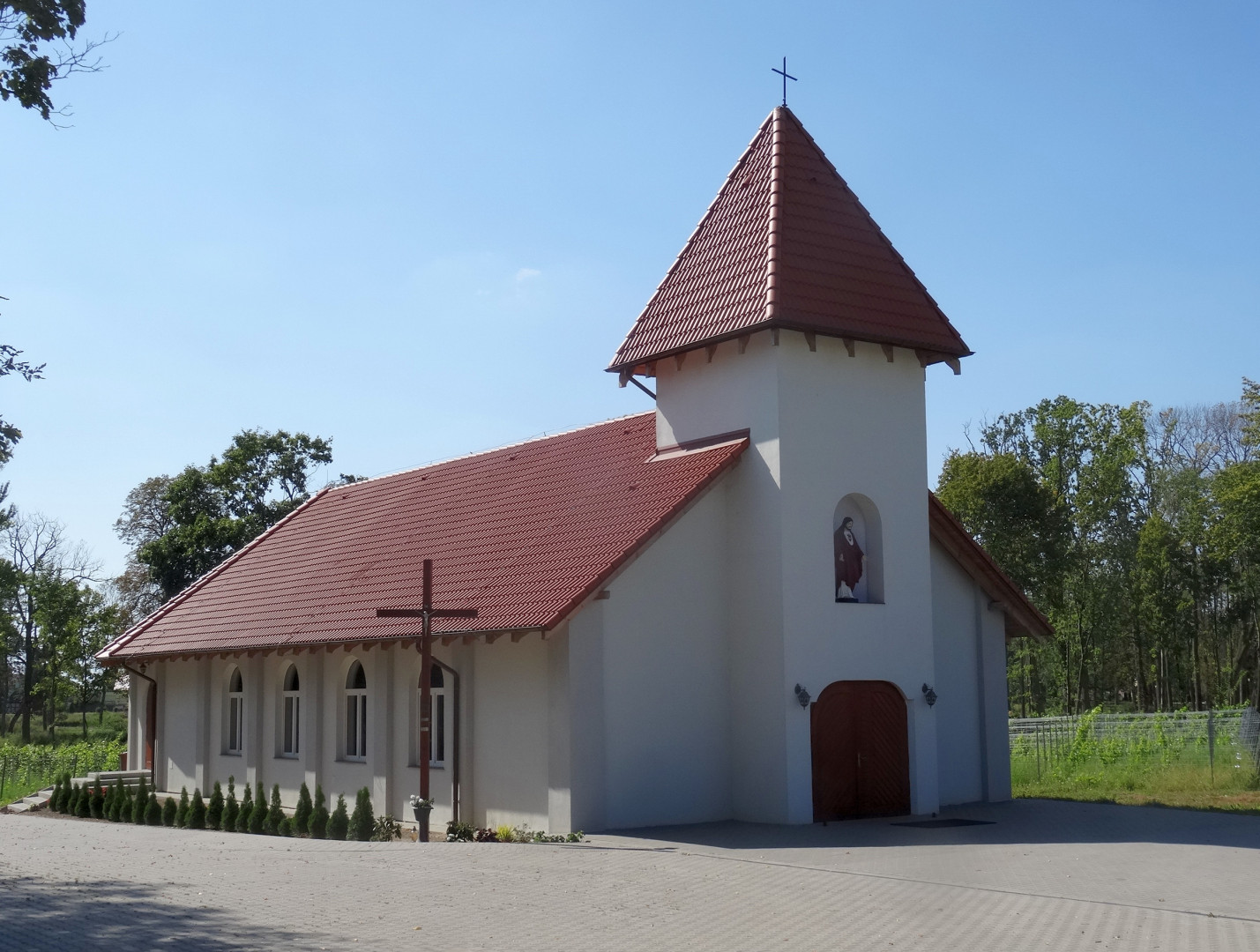
Kaplica pw. bł. Józefa Jankowskiego
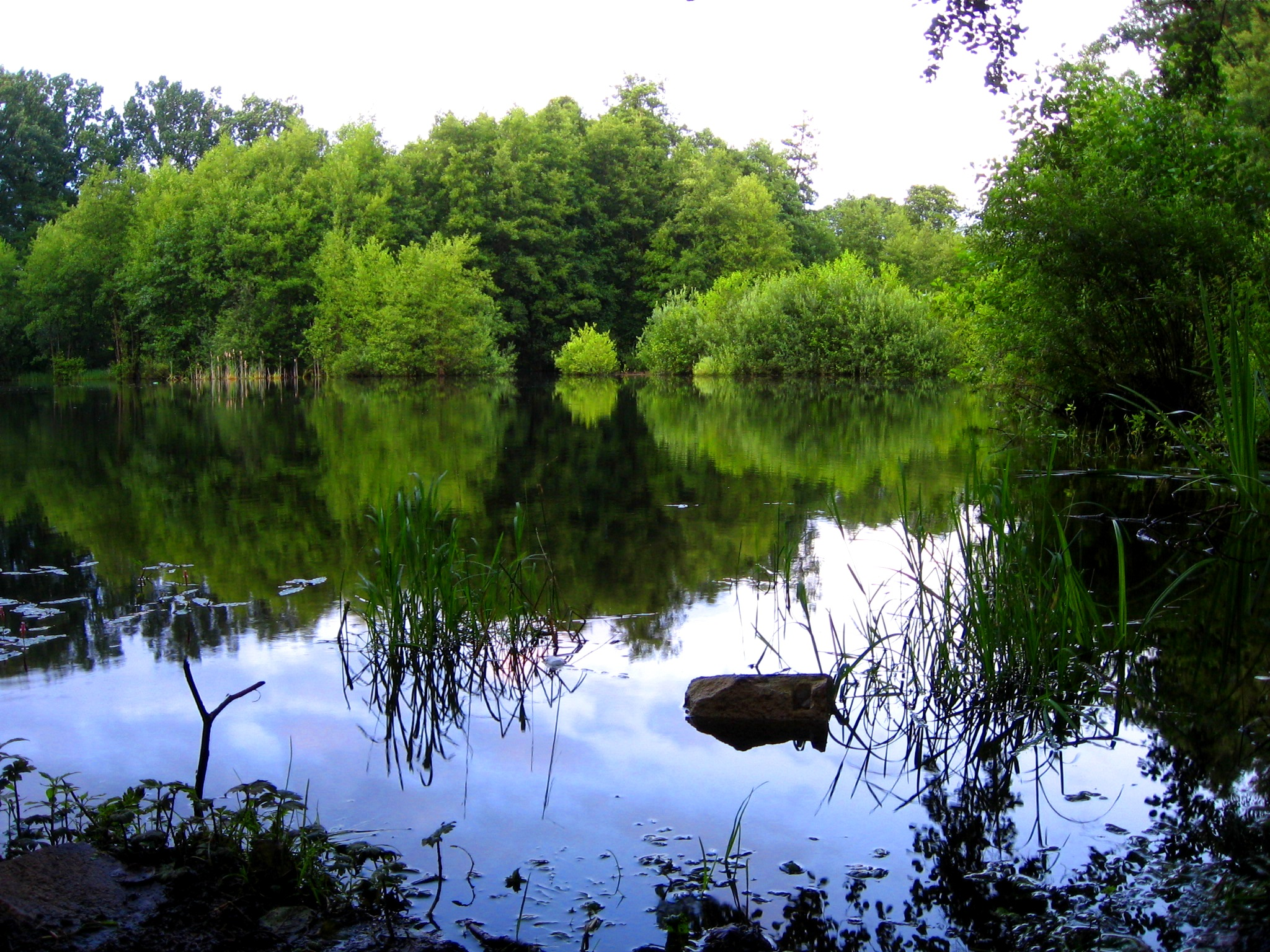
Staw dworski